# Lukáš Kutra
Lukáš Kutra (* 5. srpna 1991, Zlín) je český fotbalový obránce či záložník, od roku 2013 působí v FC Nitra.

## Fotbalová kariéra
Svoji fotbalovou kariéru začal v FC Fastav Zlín, kde se postupně přes mládežnické kategorie dostal až do prvního týmu. Od roku 2013 působí v FC Nitra. Jeho největší předností je brilantní práce s míčem a souboje 1 na 1.[zdroj⁠?!]